# (2753) Duncan
(2753) Duncan (1966 DH) est un astéroïde de la ceinture principale, découvert le 18 février 1966 à l'observatoire Goethe Link près de Brooklyn, dans l'Indiana. Il a une magnitude absolue de 12,3.
Il a été nommé ainsi en l'honneur de l'astronome John Charles Duncan.